# 나석민
나석민(1984년 1월 3일 ~ )은 대한민국의 배우이다.

## 학력
- 한양대학교 무용학과

## 출연작

### 영화
- 《아이를 위한 아이》 (2022년) - 배달고객 아저씨 역
- 《검객》 (2020년) - 구루타이 (목소리) 역
- 《상류사회》 (2018년) - 재개관전 초청인사 역
- 《불한당: 나쁜 놈들의 세상》 (2017년) - 성한 패거리 역
- 《그녀들의 방》 (2009년) - 부동산 개발업체 직원 역
- 《비스티 보이즈》 (2008년)

### 드라마
- 《비밀의 남자》 (2021년, KBS2) - 차우석 병실문지기 역
- 《위험한 약속》 (2020년, KBS2) - 지형사 역
- 《꼰대인턴》 (2020년, MBC)
- 《영혼수선공》 (2020년, KBS2)
- 《루갈》 (2020년, OCN) - 조직원 역
- 《유별나! 문셰프》 (2020년, 채널A)
- 《메모리스트》 (2020년, tvN) - 김도수 역
- 《검사내전》 (2019년, JTBC)
- 《레버리지: 사기조작단》 (2019년, TV조선) - 교도관 역
- 《사랑은 뷰티풀 인생은 원더풀》 (2019년, KBS2)
- 《청일전자 미쓰리》 (2019년, tvN) - 구청주무관 역
- 《국민 여러분!》 (2019년, KBS2) - 수하 역
- 《바람이 분다》 (2019년, JTBC) - 경찰 역
- 《조선생존기》 (2019년, TV조선) - 꺽정구타 서생 역
- 《빅이슈》 (2019년, SBS) - 클럽가드 역
- 《아이템》 (2019년, MBC) - 형사 역
- 《용왕님 보우하사》 (2019년, MBC) - 경호원 역
- 《강남 스캔들》 (2018년, SBS) - 서준 간병인 역
- 《여우각시별》 (2018년, SBS) - 조부장 부하 역
- 《붉은 달 푸른 해》 (2018년, MBC) - 경찰 역
- 《내 뒤에 테리우스》 (2018년, MBC) - 전술요원 역
- 《끝까지 사랑》 (2018년, KBS2) - 수하 역
- 《보이스 2》 (2018년, OCN) - 골든타임팀 대원 역
- 《나인룸》 (2018년, tvN) - 호송관 역
- 《미스 함무라비》 (2018년, JTBC) - 민용준 경호원 역
- 《복수노트 2》 (2018년, XtvN)
- 《인형의 집》 (2018년, KBS2)
- 《추리의 여왕 2》 (2018년, KBS2)
- 《미워도 사랑해》 (2017년, KBS1)
- 《역류》 (2017년, MBC)
- 《나쁜 녀석들 : 악의 도시》 (2017년, OCN)
- 《황금빛 내 인생》 (2017년, KBS2)
- 《꽃 피어라 달순아!》 (2017년, KBS2)
- 《온에어》 (2008년, SBS)
- 《달려라 고등어》 (2007년, SBS)
- 《혼자가 아니야》 (2004년, SBS)

### 연극
- 《함익》
- 《헨리 4세》
- 《겨울이야기》
- 《오 마이 달링》
- 《라이어 3탄》
- 《달링》
- 《미남선발대회》
- 《그대안에서, 어미》

### 광고
- 맥도날드
- 테크노마트
- LG 디오스 냉장고
- 닌텐도 Wii
- 현대자동차 I-30
- KTF Show